# 汕优63
汕优63，是中华人民共和国福建省三明市农业科学研究所培育出的一种籼型三系杂交水稻，由谢华安、郑家团、张受刚、余永安、林美娟等人完成。该杂交水稻母本为珍汕97A、父本为明恢63，种植面积自1986年至2001年保持中华人民共和国范围内水稻播种面积第一，适种地区包括安徽、重庆、福建、广东、广西、贵州、海南、河南、湖北、湖南、江苏、江西、陕西、四川、云南、浙江等地。其研发获国家科学技术进步奖一等奖。

## 特点
汕优63株高100-110厘米，株形适中，每公顷有效穗270万穗（每亩有效穗18万穗），每穗120-130粒。该杂交品种在1982-1983年参加南方杂交晚稻区域试验，平均每公顷产量分别为7236千克和6472.5千克（亩产482.4千克和431.5千克），居参试组合的第一位和第二位。1984年参加南方杂交中稻区域试验，平均每公顷产量8809.5千克（亩产587.3千克），居参试组合的第一位。其生育期与原明星品种汕优2号相近，适合于不同地区作早稻、中稻和晚稻种植：
- 早稻：在福建及广东、广西的南部地区
- 晚稻：适应北纬29°南的低山平原区
- 单季中稻：适应北纬29°以南的中、高山区及北纬29°以北、直至汉中平原的单季稻区。

汕优63以恢复系明恢63与珍汕97A配组而成的。而明恢63是用IR30与圭630杂交选育成的。通过“恢×恢”的杂交方式，累加获取强恢复基因型的新恢复系，从低世代开始进行抗稻瘟病性的鉴定和筛选获得广谱抗性。以F1杂种高结实率作为评价主要依据，选得恢复力强、抗瘟性好的新恢复系品种。其抗稻瘟性强，农药成本降低、播种面积及增产效果明显；但感白叶枯病。1988年，获得当年的国家科技进步奖一等奖。自1986年至2001年期间，一直是中国种植面积最大的水稻品种，表现出极强的广泛适应性。

## 争议
与此同时，1981年由于杀虫晶体蛋白基因被克隆测序，华中农业大学作物遗传改良国家重点实验室与中国农业科学院生物技术中心和国际水稻研究所合作，将来源于苏云金芽孢杆菌（5c）的融合型内源杀虫蛋白基因导入到明恢63的基因组中，产生Bt明辉63品种，并通过配组培育出高产高抗螟虫的杂交稻，比如Bt汕优63、Bt协优63、Bt马协63等组合。2002年，科学家们研究其抗虫表现，对照Bt汕优63与普通汕优63，发现对稻纵卷叶螟、二化螟、三化螟的抗性表现达到100%。2009年8月7日，中华人民共和国农业部农业转基因生物安全管理办公室批准了“华恢1号”、“Bt汕优63”两种转基因水稻和BVLA430101转基因玉米的安全证书，这项工程由中国科学院院士、中国科协副主席张启发主持。公文公布后，引起舆论哗然。

## 相关
- BT63基因改造水稻事件